# Joaquín Nogueras Márquez
Joaquín Nogueras Márquez (Úbeda, 8 de diciembre de 1906 - Madrid, 1 de abril de 1991) fue un militar español. Deportista olímpico, fue Capitán General de Cataluña

## Biografía
Se graduó en la Academia de Infantería de Toledo, donde fue alumno de Blas Piñar Arnedo y luchó en la guerra civil española en el bando nacional. Después formó parte del equipo olímpico español de equitación, con el que obtuvo un diploma olímpico en la prueba de concurso completo individual en los Juegos Olímpicos de verano de 1948. Posteriormente participaría también en la misma prueba en los  Juegos Olímpicos de verano de 1952 y 1956.
De 1967 a 1969 fue comandante general de Melilla. Ascendido a teniente general, en 1969 fue nombrado capitán general de la III Región Militar (Valencia), cargo que dejó en 1971 cuando fue nombrado Capitán General de Cataluña y presidente de la Federación Española de Hípica.
En 1972 dejó la capitanía y fue nombrado presidente de la Comisión Nacional de Pentatlón Moderno. En marzo de 1976 fue nombrado Consejero Superior de Acción Social. Murió en Madrid el 1 de abril de 1991 y estaba en posesión de la Medalla Militar individual y la Gran  Cruz del Mérito Naval.